# Лимская фондовая биржа
Лимская фондовая биржа (исп. Bolsa de Valores de Lima, BVL) — фондовая биржа в Лиме (Перу). Создана 31 декабря 1860 года, начала свою деятельность 7 января 1861 года.
На бирже предъявляются требования по предоставлению отчётности в соответствии с международными стандартами. Местные компании, прошедшие листинг должны следовать МСФО, а в тех случаях, которые не регулируются МСФО — они должны следовать GAAP США. Зарубежные компании должны следовать своим стандартам, которые приводятся в соответствие с МФСО.

## Компании, имеющие листинг акций на Лимской бирже
- Austral Group